# いかるが乳業
いかるが乳業株式会社（Ikaruga Milk Product Co.,Ltd.）は、かつて大阪府大阪市平野区に本社を置く、牛乳ならびに乳製品メーカーであった。

## 会社概要
大阪一帯から京阪神・奈良・滋賀などを地盤としていた乳業会社の一社。

## 沿革
1916年、創業者の鵤春蔵が大阪市生野区に鵤牧場を開設。1945年、疎開で遊休地となっていた島田牧場の平野区の牧場土地を賃借、1955年に土地の譲渡完了が完了すると共に株式会社「鵤牧場本店」を設立。1980年「いかるが乳業株式会社」に社名変更。2016年に吹田市に本社を置く工業薬品・化成品メーカーの昭和化工が株式を取得し、同社の傘下となった。
2021年12月、大阪市内の小中学校において、給食に供された牛乳を飲んだ複数の児童・生徒が、食後に体調不良を訴え、大阪市保健所が調査を実施。
結果、誤って牛乳にアルカリ洗剤を混入させたことが判明したため、市保健所は食品衛生法第13条第2項に違反したとして、12月27日付で始末書の提出を求める行政処分を行った。
2022年8月30日をもって閉業し、登録商標や製法ノウハウは親会社である昭和化工に引き継がれた。

## その他
奈良県斑鳩町に事業所を持つが、社名とは直接の関係はない。
主力の乳製品の他に、冷凍食品・ハム・ソーセージ・ホールトマト・オリーブオイルに加え、米・パスタなどの一般食品も取り扱っていた。
大阪市住之江区には同一ブランドの「いかるが牛乳」を扱ういかるが牛乳が存在するが、これは創業者一族が興した別会社であり、グループ企業ではないので注意が必要である。